# CNBC
Si-En-Bi-Si (CNBC, akronim za Consumer News and Business Channel), američki je pretplatnički TV kanal. Vlasništvo nad njim poseduje NBCUniversal News Group, podružnica NBCUniversal . Sedište je u Inglvud Klifsu, savezna država Nju Džerzi. Kanal se fokusira na teme vezane za biznis i finansije i na dnevnom nivou izveštava o berzama u SAD i širom sveta.

## Istorijat
CNBC je počeo sa radom 17. aprila 1989. godine kao proizvod zajedničkog ulaganja NBC-ja i kompanije Cablevision (ulaganje je bilo podeljeno 50-50). Prvobitno sedište ja bilo u Fort Liju, savezna država Nju Džerzi.
U početku je kanal imao poteškoća sa prikazivanjem i dopiranjem do željene publike jer kablovski operateri uglavnom nisu želeli da ga distribuiraju krajnjim korisnicima. Jedan od razloga je bio to što već imaju kanal koji pokriva vesti iz sveta biznisa i finansija - Financial News Network (FNN).
Početkom 90-ih dešava se veliki preokret. FNN se nalazi u teškoj finansijskoj situaciji i zato ga CNBC kupuje 29. maja 1991. godine. Nakon transkacije, Cablevision je prodao svojih 50% NBC-ju, čime je NBC postao stoprocentni vlasnik. Rast kompanije se nastavlja, pa se 1995. pušta u rad poseban CNBC tv kanal za Aziju , odnosno 1996. za Evropu.
U novom milenijumu se nastavlja rast popularnosti CNBC-ja kao izvora informacija. Tokom terorističkih napada 11. septembra 2001. na Njujork i Vašington , CNBC među prvima prekida regularni program i počinje izveštavanje sa (u tom trenutku) nepotvrđenom vešću da je avion udario u jednu kulu STC-a. Tog dana je emitovano više od 7 sati programa u vezi terorističkih napada.
2003. godine je sedište televizije prebačeno u Inglvud Klifs, Nju Džerzi.
Redovno su izveštavali i za vreme svetske finansijske krize 2008. godine.
13. oktobra 2014. godine, na jedanaestu godišnjicu premeštanja sedišta televizije u Inglvud Klifs, kanal počinje sa emitovanjem u redovnoj 16:9 rezoluciji.

## Emisije
Tokom pet radnih dana, u periodu kada je berza otvorena (i nekoliko sati pre i posle otvaranja) , CNBC izveštava o stanju na Njujorškoj i Nasdak berzi i o vrednosti akcija, uz gostovanje gostiju iz sveta biznisa i finansija, kao i analitičara. Za ostatak vremena , radi popunjenosti programa, kanal uglavnom emituje pojedine emisije NBC-ja. Od 2000. godine prenosi i olimpijske igre u terminima kada su berze zatvorene. Ranije su prenošene i pojedine trke NASCAR šampionata.
Emisije koje se regularno emituju su sledeće:
- Worldwide Exchange
- Squawk Box
- Squawk on the Street
- Squawk Alley
- Fast Money Halftime Report
- The Exchange
- Power Lunch
- Closing Bell
- Fast Money
- Options Action
- Mad Money
- The News with Shepard Smith
- CNBC PrimeIzgled veb sajta CNBC-ja 14. oktobra 2001. godine.

## CNBC.com
CNBC je pružao dodatni sadržaj za veb-sajt CNBC.com u periodu od 1998. do 2001. godine. Na njemu se nalazilo veoma malo sadržaja u poređenju sa sadašnjim izgledom (informacije o emisijama i biografije voditelja, između ostalog). 2001. se spaja sa MSN-om u jedinstven sajt, "CNBC on MSN" da bi od 2006. ponovo nastavio samostalno da radi, ali prilagođen u skladu sa napretkom tehnologije. Osim važnih informacija, na njemu se nalaze i video snimci (isečci iz emisija) razgovora sa gostima.

## Partnerstvo
Od decembra 1997. godine mreža ima strateški savez sa izdavačkom kućom i kompanijom za finansijske informacije Dow Jones & Company. CNBC je takođe sklopio ugovor o sadržaju sa The New York Times-om od januara 2008. godine, što je široko viđeno kao pokušaj obe strane da preuzmu povećanu konkurenciju News Corporation-a. Prema sporazumu, CNBC ima pristup poslovnom pokrivanju Timesa, dok je video sa CNBC.com prikazan na Timesovoj veb lokaciji.

## Internacionalni kanali
U funkciji su CNBC Europe (više pažnje daje vestima i dešavanjima koje stižu iz Evrope) , CNBC Asia (pokrivanje vesti iz Azije), CNBC Africa (pokrivanje vesti iz Afrike), CNBC-e (regionalni kanal sa biznis vestima iz Turske) , kao i pojedinačni kanali za UAE , Indiju i Poljsku .

## Dostupnost kanala u Srbiji
U Srbiji je dostupna Evropska verzija ovog kanala , kod dva operatera - MTS-a i SBB-a. Za korisnike MTS-a kanal se nalazi na poziciji 672 (videti spisak kanala) , a za korisnike SBB-a preko satelitske televizije Total TV kanal na poziciji 783. (videti spisak kanala)

## Spoljašnje veze
- Zvanični veb-sajt (na engleskom jeziku)
- CNBC na Tviteru
- CNBC na aplikaciji Instagram